# Girls' Generation-TTS
Girls' Generation-TTS (hangul: 소녀시대-태티서), även kända som TaeTiSeo eller TTS, är en sydkoreansk tjejgrupp bildad 2012 som en undergrupp till Girls' Generation.
Gruppen består av de tre SNSD-medlemmarna Taeyeon, Tiffany och Seohyun.

## Medlemmar
| Artistnamn   | Artistnamn | Födelsenamn           | Födelsenamn | Födelsedatum   |
| Romanisering | Hangul     | Romanisering          | Hangul      | Födelsedatum   |
| ------------ | ---------- | --------------------- | ----------- | -------------- |
| Taeyeon      | 태연       | Kim Tae-yeon          | 김태연      | 9 mars 1989    |
| Tiffany      | 티파니     | Stephanie Young Hwang | 스테파니 황 | 1 augusti 1989 |
| Seohyun      | 서현       | Seo Ju-hyun           | 서주현      | 28 juni 1991   |

## Diskografi

### Album
| Albuminformation                                | Topplacering          | Topplacering   |
| Albuminformation                                | Sydkorea (Gaon Chart) | Japan (Oricon) |
| ----------------------------------------------- | --------------------- | -------------- |
| Twinkle (EP-skiva) - Släppt: 29 april 2012      | 1                     | 6              |
| Holler (EP-skiva) - Släppt: 16 september 2014   | 1                     | 23             |
| Dear Santa (EP-skiva) - Släppt: 4 december 2015 | 2                     | 25             |

### Singlar
| År   | Titel        | Topplacering          | Topplacering   |
| År   | Titel        | Sydkorea (Gaon Chart) | Japan (Oricon) |
| ---- | ------------ | --------------------- | -------------- |
| 2012 | "Twinkle"    | 1                     | —              |
| 2014 | "Whisper"    | 4                     | —              |
| 2014 | "Holler"     | 3                     | —              |
| 2015 | "Dear Santa" | 7                     | —              |